# 충칭 궤도교통
충칭 궤도교통(重庆轨道交通)은 중국 충칭시를 달리는 공영 교통이다.

## 갤러리

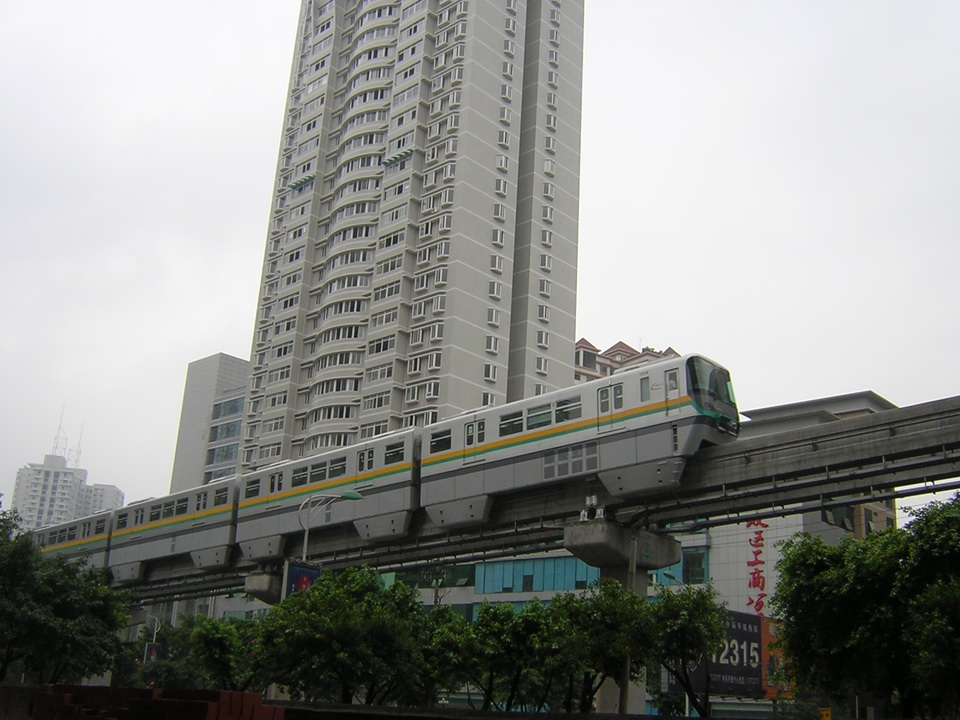
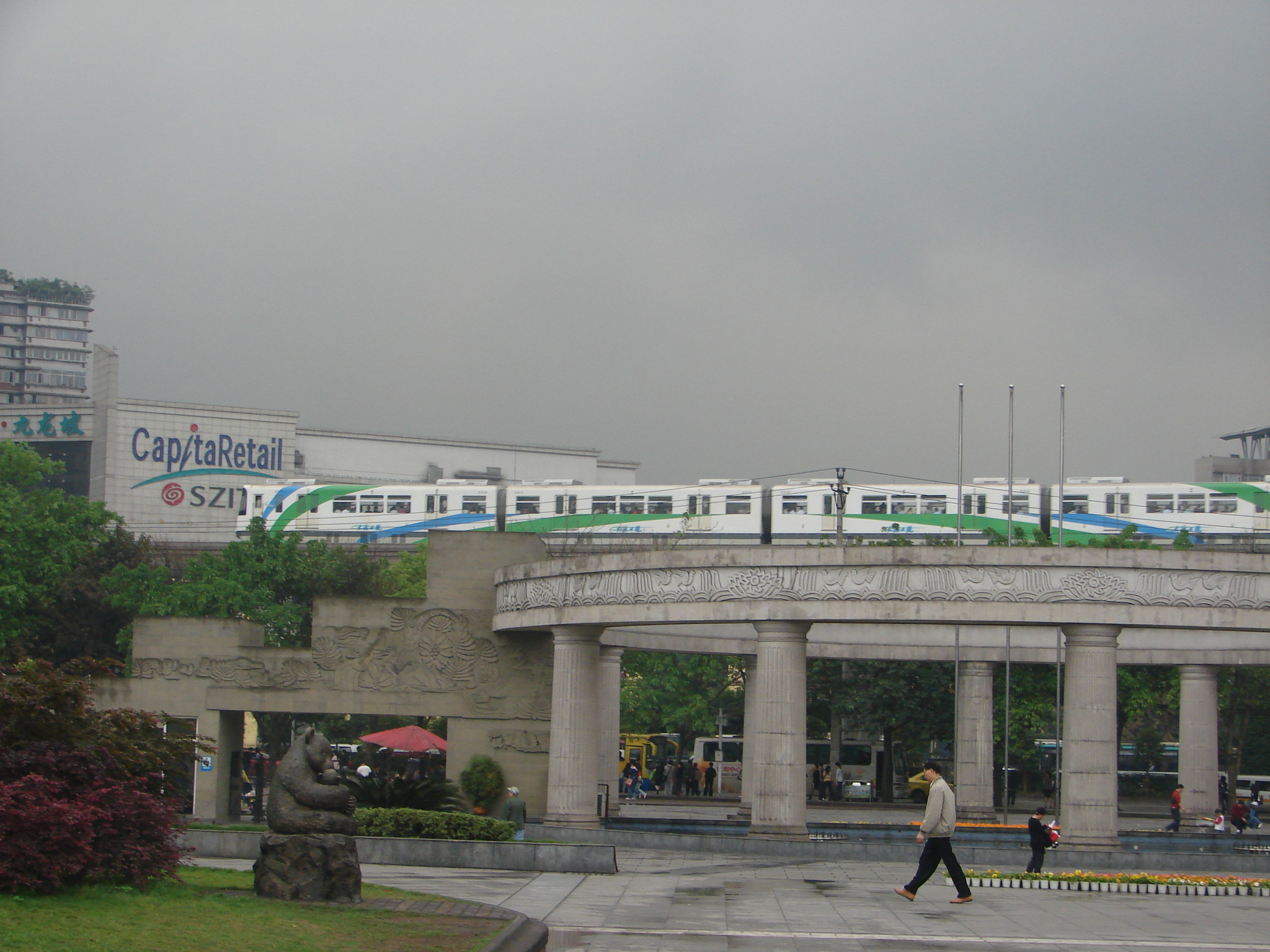
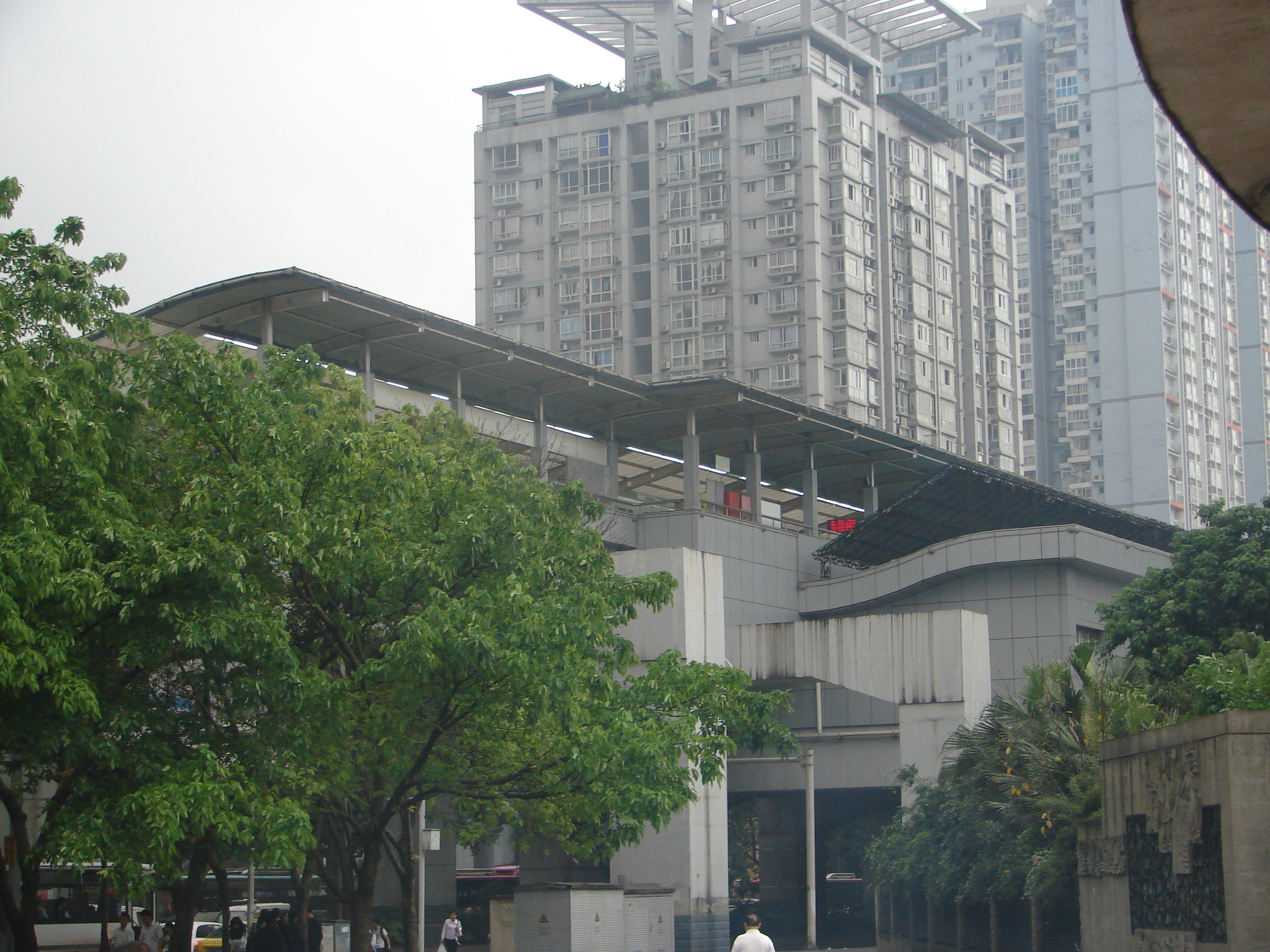
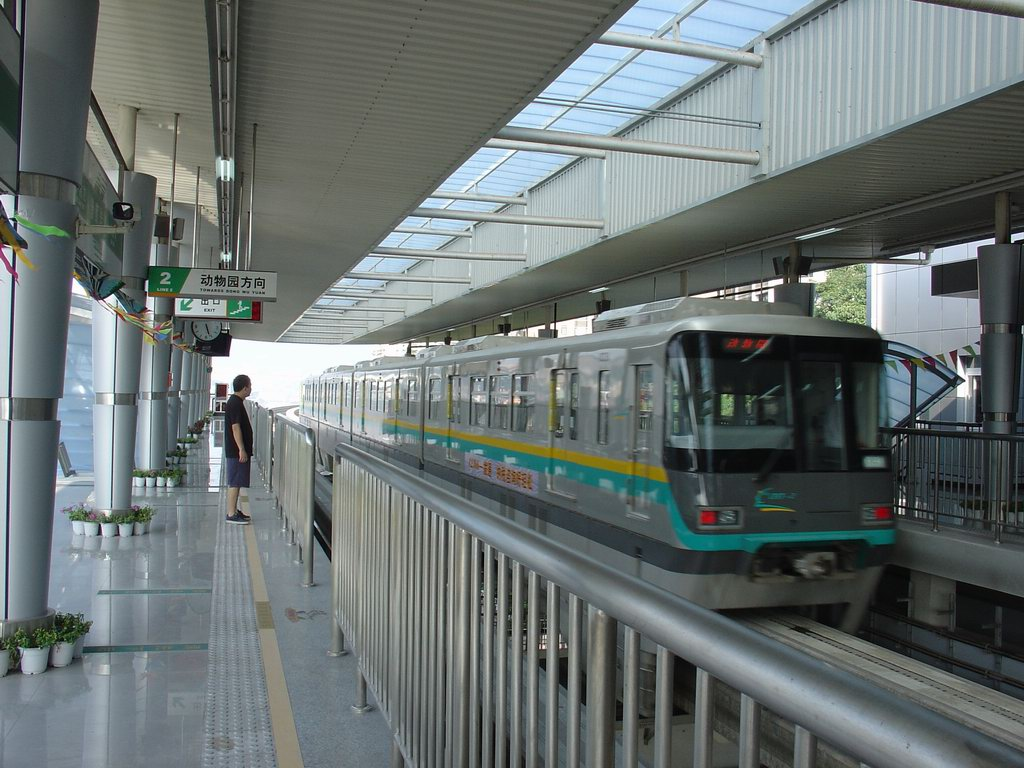

## 노선
- 환선
- 1호선
- 2호선
- 3호선
  - 공항선
- 4호선
- 5호선
- 6호선
  - 국박선
- 9호선
- 10호선
- 18호선
- 장탸오선
- 비퉁선

## 같이 보기
- 중화인민공화국의 철도